# Бакус (город, Миннесота)
Бакус (англ. Backus) — город в округе Касс, штат Миннесота, США. На площади 1,6 км² (1,6 км² — суша, водоёмов нет), согласно переписи 2002 года, проживают 311 человек. Плотность населения составляет 200,3 чел./км².
- Телефонный код города — 218
- Почтовый индекс — 56435
- FIPS-код города — 27-03124[1]
- GNIS-идентификатор — 0655183[2]